# شیرجه در المپیک تابستانی ۲۰۱۶

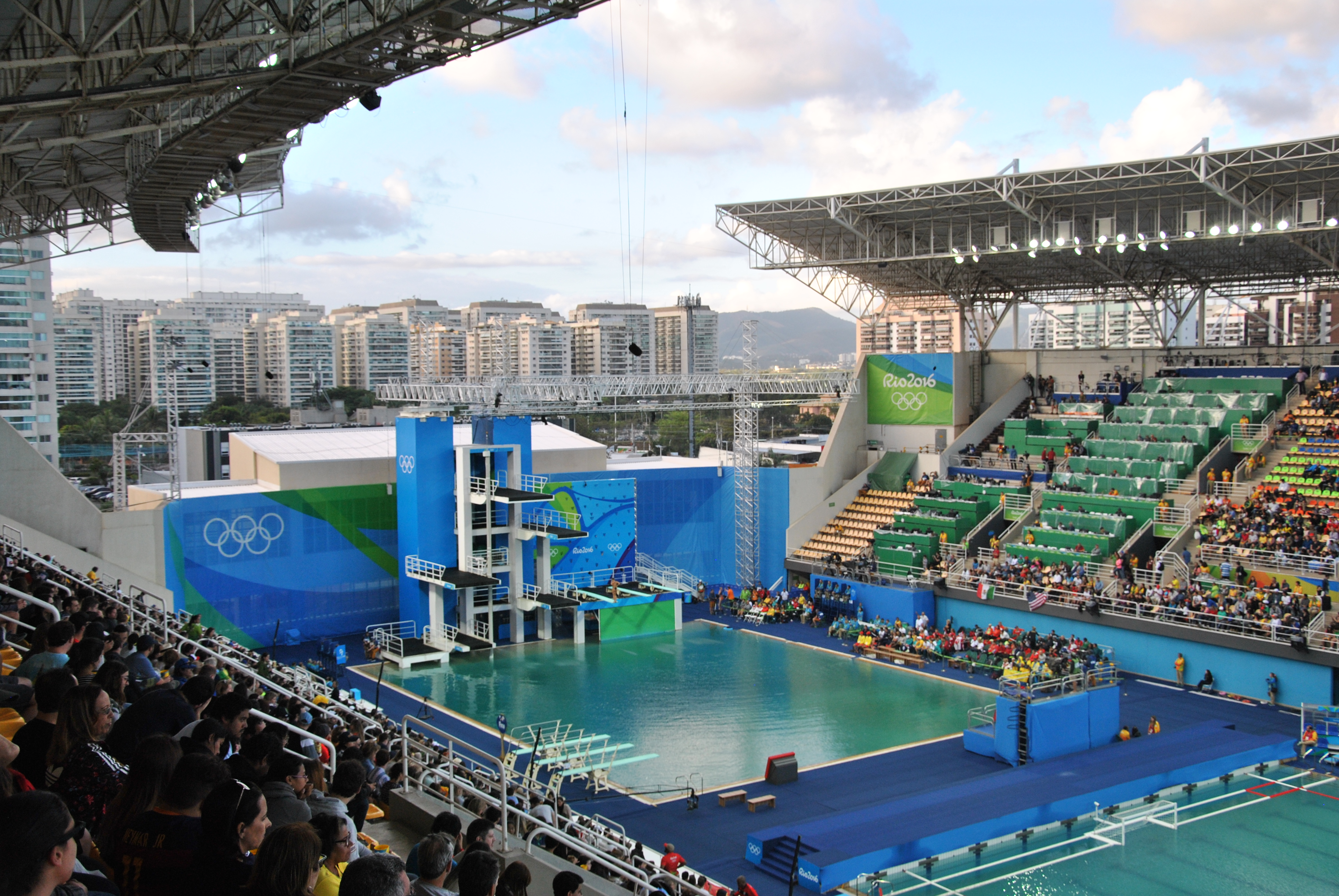
The مرکز ورزش‌های آبی ماریا لنک

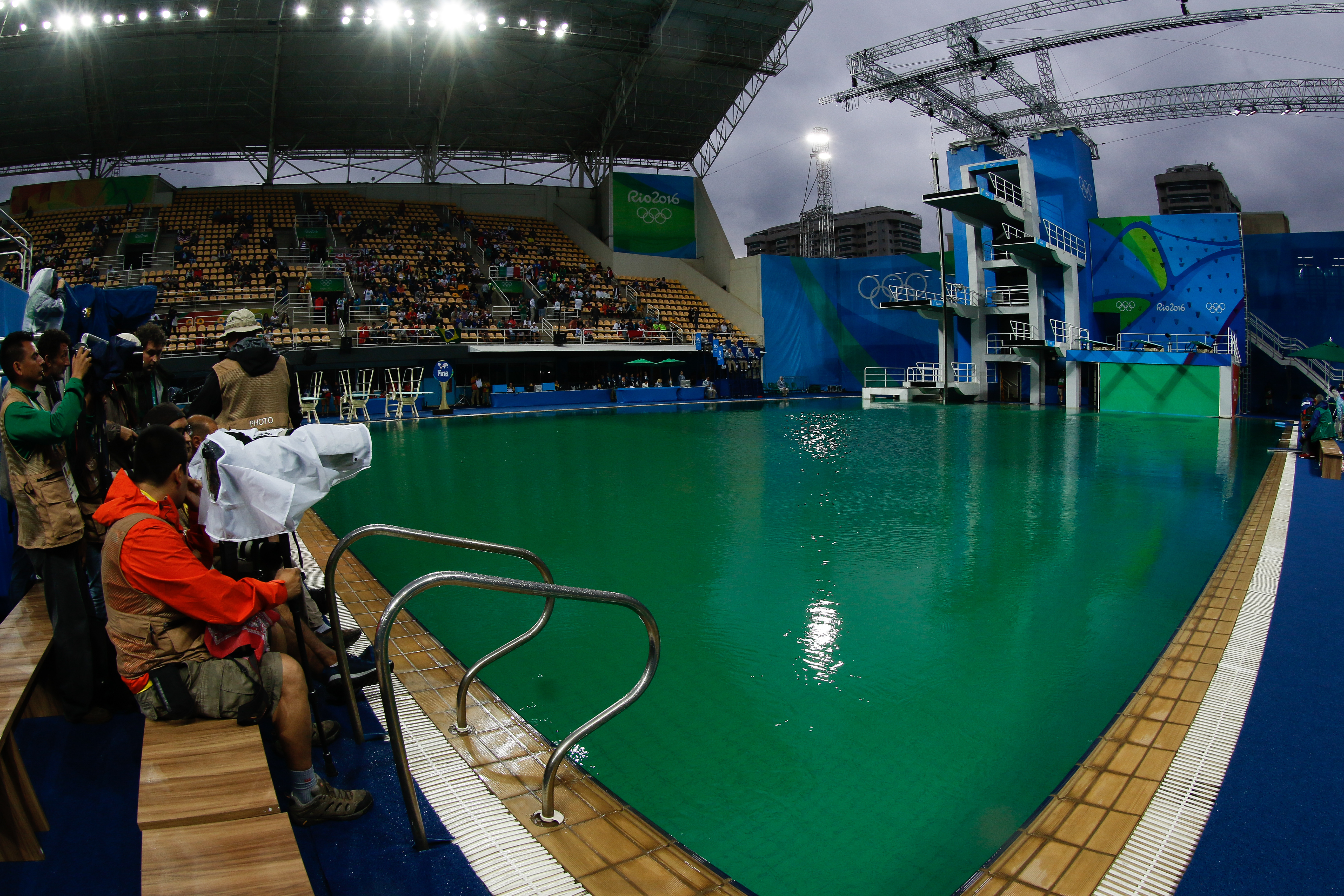
تغییر رنگ آب استخر مسابقات شیرجه به رنگ سبز

شیرجه یکی از ورزش‌های بازی‌های المپیک تابستانی ۲۰۱۶ است که از ۷ تا ۲۰ اوت ۲۰۱۶ برگزار شده است.
این مسابقات در دو بخش زنان و مردان در مرکز ورزش‌های آبی ماریا لنک با حضور ۱۳۶ ورزشکار انجام شده است.

## کشورهای شرکت‌کننده
۱۳۶ ورزشکار از ۲۹ کشور در این مسابقات شرکت می‌کنند:
| - استرالیا (۹) - اتریش (۱) - بلاروس (۲) - برزیل (۹) - کانادا (۷) - چین (۱۳) - کلمبیا (۴) - کرواسی (۱) | - مصر (۴) - فرانسه (۳) - بریتانیای کبیر (۱۱) - آلمان (۸) - مجارستان (۱) - ایرلند (۱) - ایتالیا (۸) | - جامائیکا (۱) - ژاپن (۳) - مالزی (۶) - مکزیک (۹) - هلند (۱) - نیوزیلند (۱) - کره شمالی (۳) | - پورتوریکو (۱) - روسیه (۸) - آفریقای جنوبی (۱) - کره جنوبی (۱) - اوکراین (۷) - ایالات متحده آمریکا (۱۰) - ونزوئلا (۲) |

## جدول مدال‌ها
| رتبه  | کشور                | طلا | نقره | برنز | مجموع |
| 1     | چین                 | ۷   | ۲    | ۱    | ۱۰    |
| 2     | بریتانیای کبیر      | ۱   | ۱    | ۱    | ۳     |
| 3     | ایالات متحده آمریکا | ۰   | ۲    | ۱    | ۳     |
| 4     | ایتالیا             | ۰   | ۱    | ۱    | ۲     |
| 5     | مالزی               | ۰   | ۱    | ۰    | ۱     |
| 6     | مکزیک               | ۰   | ۱    | ۰    | ۱     |
| 7     | کانادا              | ۰   | ۰    | ۲    | ۲     |
| 8     | استرالیا            | ۰   | ۰    | ۱    | ۱     |
| 9     | آلمان               | ۰   | ۰    | ۱    | ۱     |
| مجموع | مجموع               | ۸   | ۸    | ۸    | ۲۴    |

## نتایج

### مردان
| رویداد                 | طلا                                    | نقره                                                | برنز                                       |
| تخته فنری ۳ متر        | کائو یوان · چین                        | جک لایر · بریتانیای کبیر                            | پاتریک هاوسدینگ · آلمان                    |
| سکو ۱۰ متر             | چن آیسن · چین                          | ژرمن سانچز · مکزیک                                  | دیوید بودایا · ایالات متحده آمریکا         |
| تخته فنری ۳ متر همزمان | کریس میرز · و جک لایر · بریتانیای کبیر | سام دورمن · و مایکل هیکسون · ایالات متحده آمریکا    | کائو یوان · و چین کای · چین                |
| سکو ۱۰ متر همزمان      | چن آیسن · و لین یو · چین               | دیوید بودایا · و استیل جانسون · ایالات متحده آمریکا | تام دیلی · و دانیل گودفلو · بریتانیای کبیر |

### زنان
| رویداد                 | طلا                              | نقره                                        | برنز                                    |
| تخته فنری ۳ متر        | شی تینگمائو · چین                | هه زی · چین                                 | تانیا کاگنوتو · ایتالیا                 |
| سکو ۱۰ متر             | رن چیان · چین                    | سی یاجیه · چین                              | میگان بنفیتو · کانادا                   |
| تخته فنری ۳ متر همزمان | شی تینگمائو · و وو مینکسیا · چین | تانیا کاگنوتو · و فرانچسکا دالاپه · ایتالیا | مدیسون کینی · و آنابل اسمیت · استرالیا  |
| سکو ۱۰ متر همزمان      | چن رولین · و لیو هویشیا · چین    | چئونگ جون هونگ · و پاندللا رینونگ · مالزی   | میگان بنفیتو · و روزلین فیلیون · کانادا |